# Densité de force
En mécanique des fluides, la densité volumique de force est l'opposé du gradient de la pression. Sa dimension est celle d'une force par unité de volume. La densité de force est un champ vectoriel représentant la distribution volumique de la force hydrostatique au sein du fluide.
La densité de force est habituellement notée {\displaystyle \scriptstyle {\vec {f}}}. Elle décrit la variation de pression au sein du volume considéré :
{\displaystyle {\vec {f}}=-{\overrightarrow {\nabla }}.P}.
Elle correspond à la résultante des forces auxquelles est soumis un élément de volume dV ; et la densité de force en un point du fluide, divisée par la densité ρ de ce fluide au point considéré, est l'accélération de ce volume élémentaire :
{\displaystyle {\overrightarrow {\mathrm {d} F}}={\vec {f}}.\mathrm {d} V\qquad } et {\displaystyle \quad {\overrightarrow {\mathrm {d} F}}=\rho .{\vec {\gamma }}}
La densité de force se manifeste différemment suivant les conditions aux limites, qui peuvent comprendre ou non des forces de frottement.
Dans un champ électromagnétique, la force de Lorentz résulte localement d'une densité de force induite par l'effet du champ électrique {\displaystyle \scriptstyle {\vec {E}}} sur la charge volumique ρ et celui du champ magnétique {\displaystyle \scriptstyle {\vec {B}}} sur la densité de courant {\displaystyle \scriptstyle {\vec {j}}} :
{\displaystyle {\vec {f}}=\rho {\vec {E}}+{\vec {j}}\wedge {\vec {B}}}